# Hotspot de biodiversidade
Um hotspot de biodiversidade ou hotspot ecológico é uma região biogeográfica que é simultaneamente uma reserva de biodiversidade, que pode estar ameaçado de destruição.
Hotspot na biologia, em uma linguagem simples, seria uma região que perdeu 3/4 da sua vegetação original e isso ameaça a preservação das suas espécies endêmicas.
Designa, geralmente, uma determinada área de relevância ecológica por possuir vegetação diferenciada da restante e, consequentemente, abrigar espécies endêmicas. Os hotspots de biodiversidade estão identificados pela Conservation International (CI), que se refere a 35 áreas de grande riqueza biológica em todo o mundo que são alvo das atividades de conservação da CI. Segundo esta organização, ainda que a área correspondente a estes habitats naturais ascenda apenas a 2,3% da superfície do planeta, concentra cerca de 60% do patrimônio biológico do mundo no que diz respeito a plantas, aves, mamíferos, répteis e espécies anfíbias. Numa conferência de imprensa recente, a CI atualizou a lista com nove hotspots de biodiversidade. Esta lista inclui a cordilheira dos Himalaias, bem como a nação insular do Japão.
Essas áreas estão passando por processos destrutivos causados pela ação antrópica (humana), como caça ilegal de animais e desmatamento.
Dentro desse conceito considera-se espécies, ao invés de populações ou outros táxons, como a forma mais proeminente e prontamente reconhecível de biodiversidade. Cada uma das áreas reconhecidas como hotspot de biodiversidade apresenta uma biota separada ou comunidade de espécies que se unem como uma unidade biogeográfica.

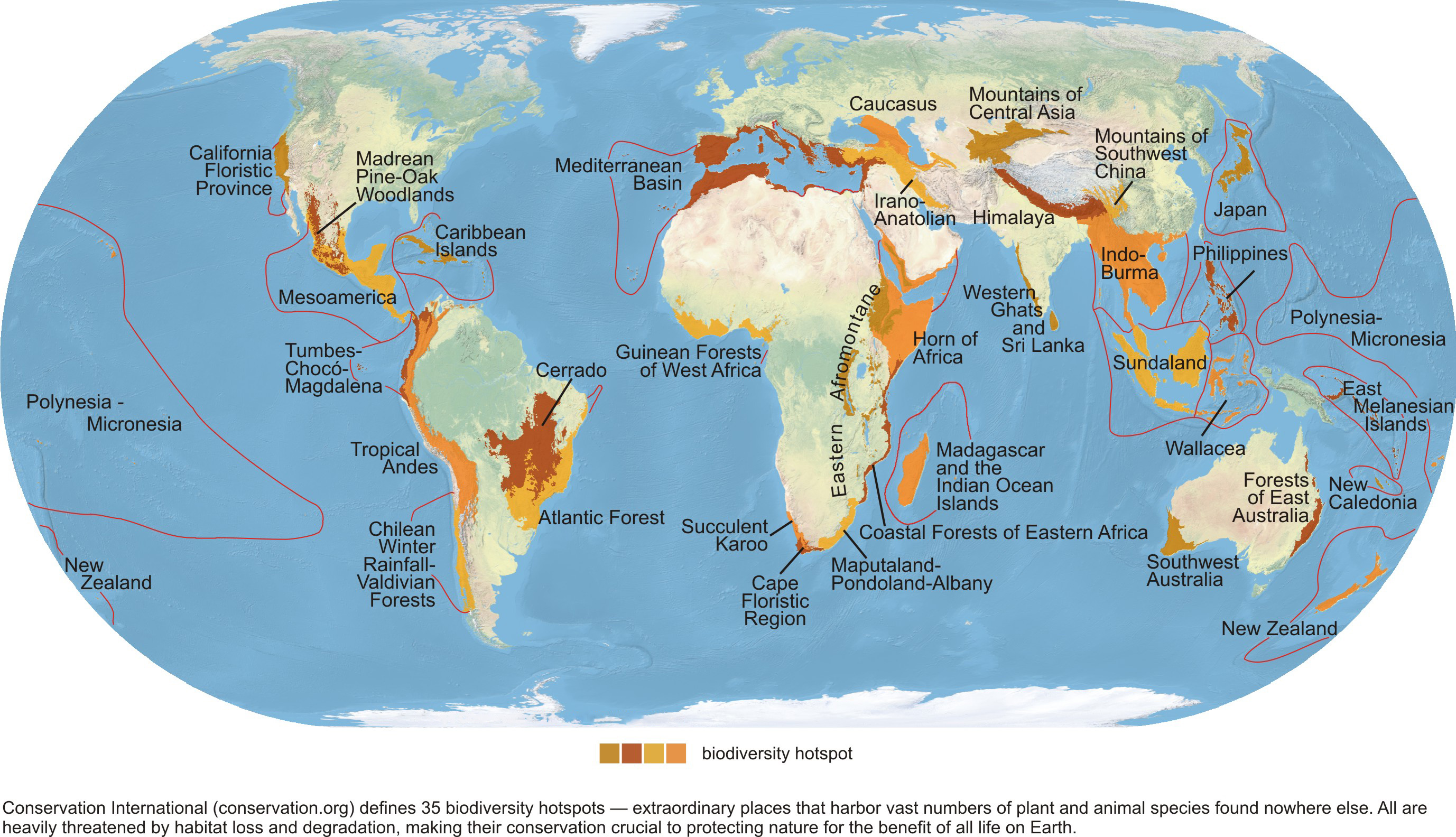
Áreas definidas como Hotspots de biodiversidade (Autor: Conservation International)

Hoje em dia, é amplamente reconhecido que a biodiversidade é muito mais do que apenas o número de espécies em uma região, e uma estratégia de conservação não pode ser baseada apenas no número de táxons presentes em um ecossistema.
Com a determinação de um hotspot, procura-se proteger áreas onde o investimento em conservação contribui significativamente para a redução da taxa de extinção da biodiversidade global. Espécies são distribuídas de forma desigual em todo o mundo, o que significa que o mapeamento dessa variação é essencial ao se lidar com a conservação da biodiversidade. No entanto, não se pode simplesmente medir o número de espécies que vivem em áreas específicas. Isso ocorre porque várias áreas ricas em espécies podem conter uma grande fração da mesma espécie, o que significa que o número total que poderia ser conservado nessas áreas pode ser bastante pequeno. Em vez disso, deve-se medir não a riqueza de espécies, mas o endemismo: o grau em que as espécies só são encontradas em um determinado lugar.

## Qualificando um Hotspot
Para se qualificar como um hotspot de biodiversidade, uma região deve atender a dois critérios rigorosos:
- Deve possuir pelo menos 1.500 plantas vasculares como endêmicas - ou seja, deve ter uma alta porcentagem de vida vegetal que não é encontrada em nenhum outro lugar do planeta. Um hotspot, em outras palavras, é insubstituível.
- Deve ter perdido cerca de 3/4 de sua vegetação original. Em outras palavras, deve ser ameaçado.[4]

## História
Em 1988 Norman Myers, identificou pela primeira vez 10 “hotspots” de florestas tropicais caracterizados por níveis elevados de endemismo de plantas e por níveis graves de perda de habitat. Em 1990, oito hotspots foram acrescentados por Myers, que incluíam quatro ecossistemas do tipo mediterrâneo. Em 1989 a Conservation International (CI) adotou os hotspots da Myers como seu projeto institucional e, em 1996 realizou uma reavaliação do conceito de hotspots, incluindo uma análise sobre as áreas-chave que haviam sido negligenciadas. Em 1999 foi realizada uma revisão que introduziu limites quantitativos para a designação de hotspots de biodiversidade. Nessa revisão, publicada no livro: Earth’s Biologically Richest and Most Endangered Terrestrial Ecoregions, e um ano depois na revista científica Nature (Myers, et al. 2000) foram identificados 25 hotspots de biodiversidade. Juntas, essas áreas consideravam endêmicos 35% dos vertebrados terrestres e 44% das plantas do mundo em uma área de aproximadamente 12% de toda superfície terrestre. Uma segunda grande reanálise foi agora realizada e publicada no livro Hotspots Revisited.

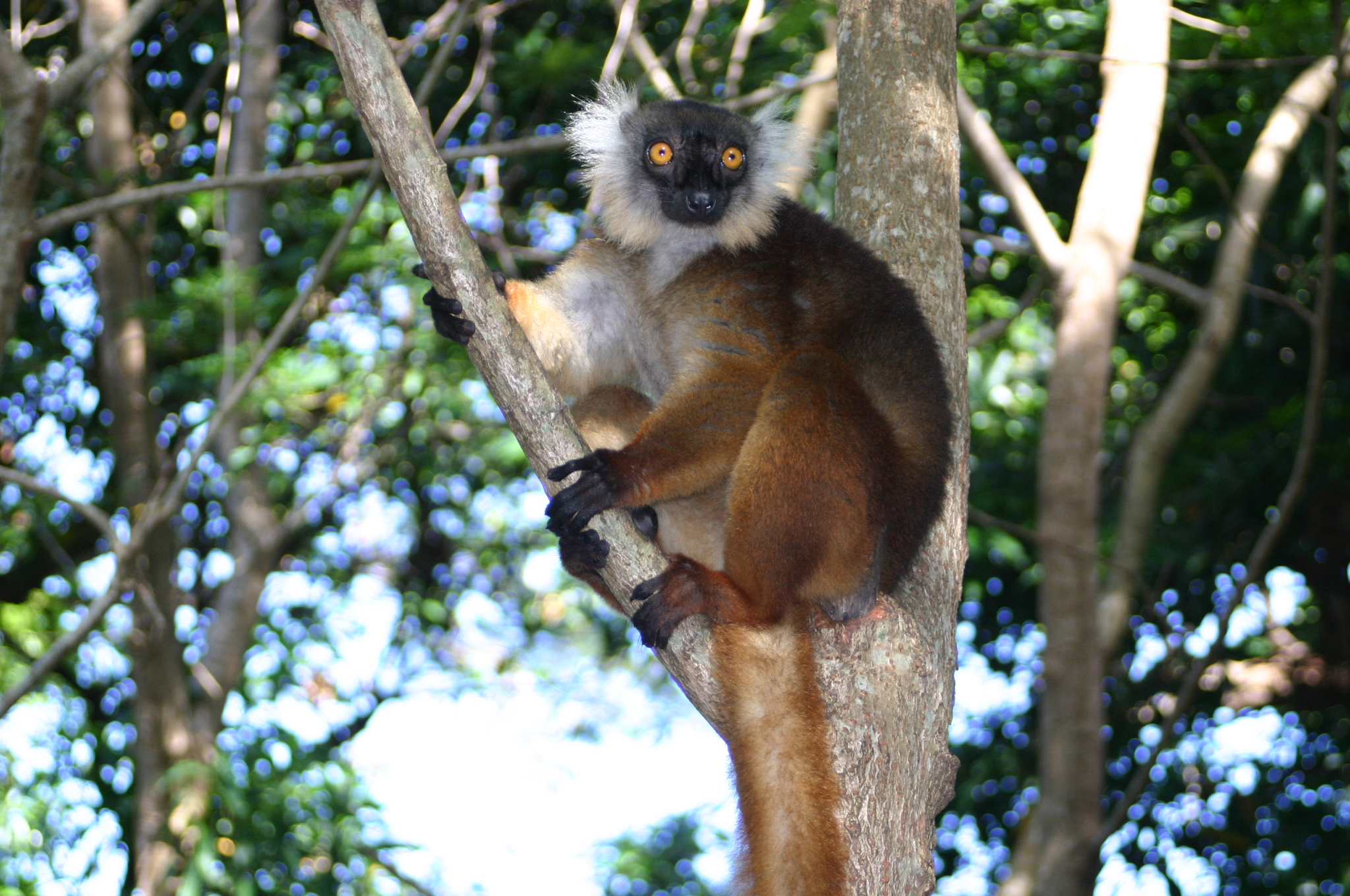
Eulemur macaco, espécie endêmica de Madagascar

É de grande importância manter o potencial e a conservação em pontos críticos que estão passando por dificuldades políticas. Os esforços de conservação dos Hotspots de Biodiversidade exigem muitas vezes a capacidade de se adaptar a um clima sócio-político que pode mudar rapidamente. Um exemplo disso é Madagascar, caracterizada por ser um dos pontos mais importantes, que foi quase abandonada em meados da década de 1980, e novamente em 2001 e 2002 pelos conservacionistas. Porém, vários projetos de conservação (World Wildlife Fund, CI) e financiamentos preservaram seus investimentos no país. Esse cenário levou ao até então presidente de Madagascar, Marc Ravalomanana dar alta prioridade à conservação nos planos de desenvolvimento do seu governo. Em 2003, Ravalomanana se comprometeu a tentar triplicar a rede de áreas protegidas do País e, cinco meses depois da proposta, foram criadas 14 novas áreas protegidas que aumentaram a cobertura em 65%. Esse exemplo ilustra o possível retorno de investimento e conservação que é produzido pela estratégia dos hotspots.

## Lista dehotspots
- Tumbes-Chocó-Magdalena (Panamá, Colômbia, Equador e Peru)
- Cerrado (Brasil)
- Chile Central - Florestas Valdivias
- Mesoamérica (Costa Rica, Nicarágua, Honduras, El Salvador, Guatemala, Belize e México)
- Ilhas do Caribe
- Província Florística da Califórnia
- Floresta de Pinho-Encino de Sierra Madre (México e Estados Unidos)
- Florestas da Guiné (África Ocidental)
- Província Florística do Cabo (África do Sul)
- Plantas Suculentas do Karoo (África do Sul e Namíbia)
- Madagascar e Ilhas do Oceano Índico
- Montanhas do Arco Oriental
- Florestas afromontanas (África Oriental)
- Maputaland-Pondoland-Albany (África do Sul, Essuatíni e Moçambique)
- Chifre da África
- Bacia do Mediterrâneo
- Cáucaso
- Ghats Ocidentais (Índia e Sri Lanka)
- Montanhas do Centro-Sul da China
- Sunda (Indonésia, Malásia e Brunei)
- Wallacea (Indonésia)
- Filipinas
- Regiões da Indo-Birmânia
- Himalaias
- Região Irano-Anatólica
- Montanhas da Ásia Central
- Japão,China
- Sudoeste da Austrália
- Nova Caledónia
- Nova Zelândia
- Ilhas da Polinésia e Micronésia (incluindo Hawai)
- Ilhas da Melanésia Oriental
- Mata Atlântica

## Hotspots pelo Brasil

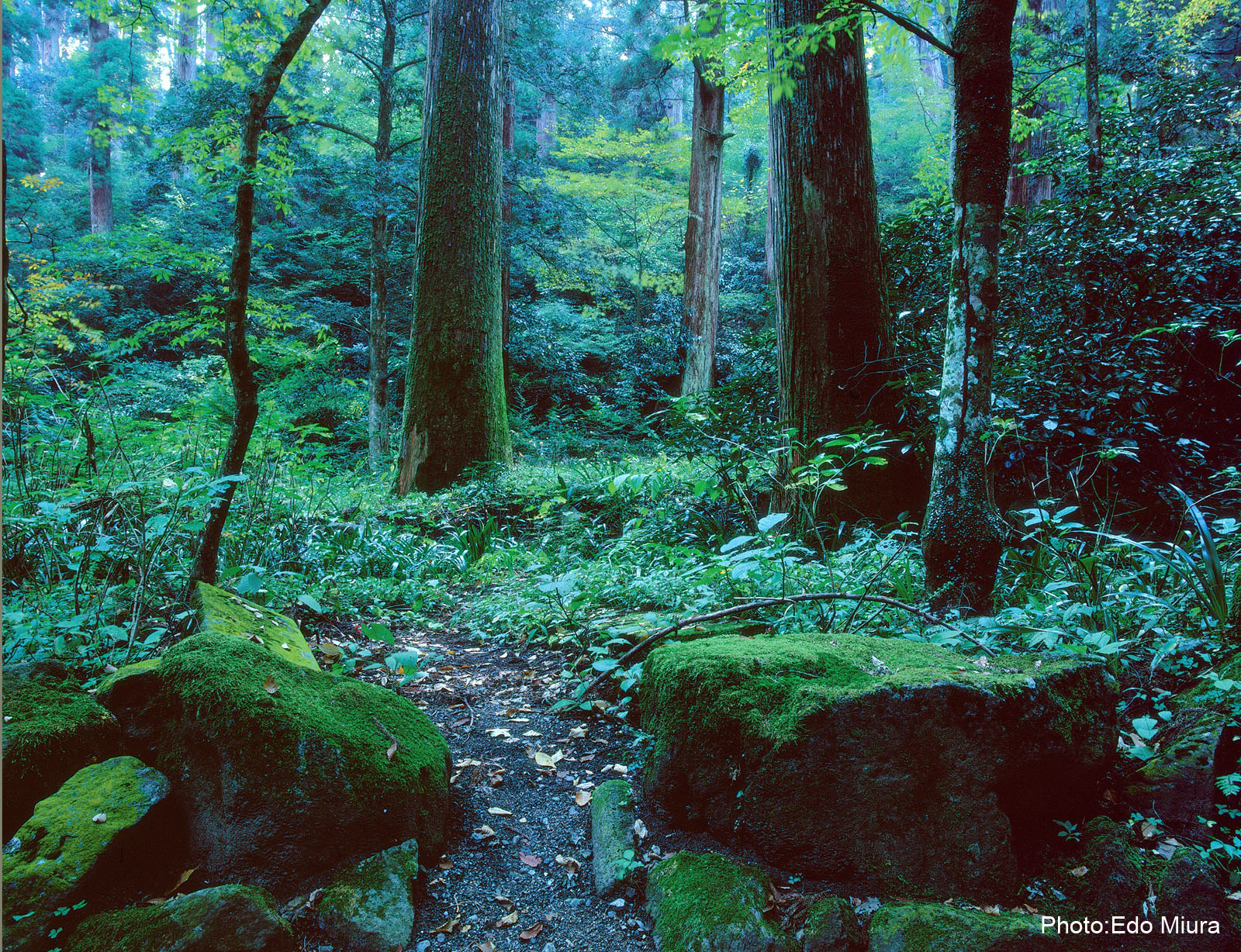
Mata Atlântica (Foto: Edo Miura Mata Atlantica. Camera Mamiya RZ67 filme Fujicrome velvia 50, Lente RZ 50mm F22)

### A Mata Atlântica como Hotspot
A Mata Atlântica é um dos pontos de biodiversidade do mundo. Apesar de ter sido amplamente destruído, ainda é o lar de mais de 8000 espécies endêmicas de plantas vasculares, anfíbios, répteis, aves e mamíferos.
Mais de 93% da floresta original já se foi  e <100.000 km² de vegetação permanecem. Algumas áreas de endemismo, como Pernambuco, agora têm <5% de sua floresta original.
Em conjunto com a perda de habitat, existem várias outras ameaças que estão contribuindo para a degradação desta floresta, entre elas a exploração de madeira, caça, extrativismo vegetal e invasão por espécies exóticas. Mais de 530 plantas e animais presentes no bioma estão ameaçados, sendo alguns a nível de bioma, outros nacionalmente e outros mundialmente, sendo muitas dessas espécies encontradas em áreas desprotegidas, indicando uma necessidade de racionalização e expansão do sistema de unidades de conservação vigente. A maior parte das espécies oficialmente ameaçadas de extinção no Brasil habita a Mata Atlântica.

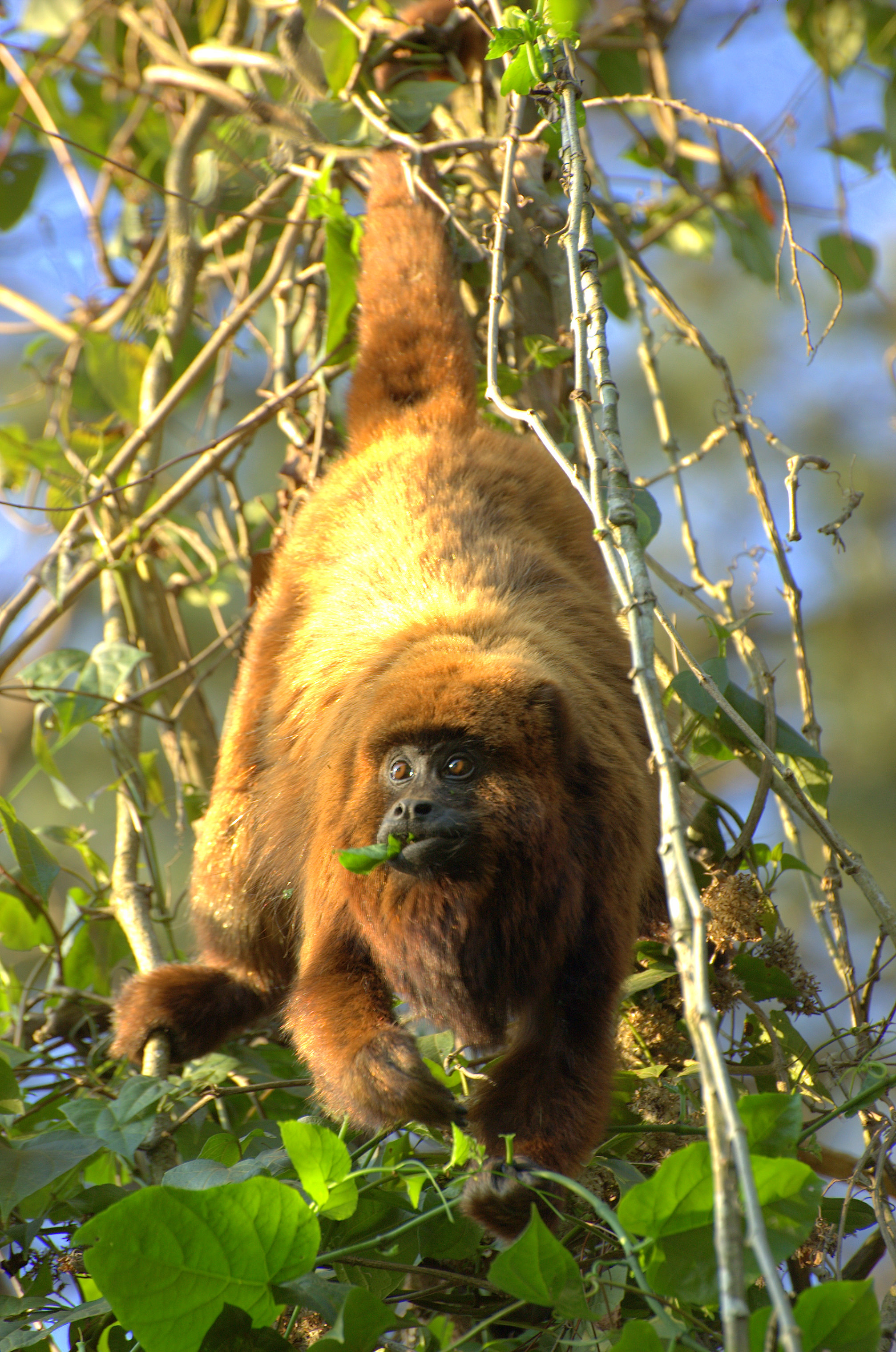
O Bugio (Alouatta guariba clamitans) é uma espécie endêmica da Mata Atlântica. (AUTOR DA FOTO: Dario Sanches - SÃO PAULO, BRASIL)

A Mata Atlântica brasileira é provavelmente uma das regiões da América do Sul com o maior número de áreas estritamente protegidas (parques, reservas, estações ecológicas e reservas particulares) - mais de 600 novas áreas foram criadas durante os últimos 40 anos . Grandes números sozinhos são insuficientes, no entanto.
A maior parte do que restou da Mata Atlântica para se preservar está localizada em terras privadas e atualmente a implantação de uma rede ampla e bem desenhada de reservas privadas é agora caracterizada como indispensável na proteção da biodiversidade da região.
No Brasil, o desafio para a conservação da Mata Atlântica, evitando o desmatamento e a perda massiva de espécies consiste na integração dos diversos instrumentos regulatórios, políticas públicas e novas oportunidades e mecanismos de incentivo para a proteção e restauração florestal, além de vários projetos e programas independentes desenvolvidos pelos governos e organizações não governamentais formando uma estratégia para o estabelecimento de redes de paisagens sustentáveis ao longo da região.
Finalmente, a implementação de redes de paisagens sustentáveis deve ser monitorada usando os melhores indicadores de desempenho biológico, social e econômico para garantir que os recursos sejam utilizados de forma eficaz.

### O Cerrado como Hotspot

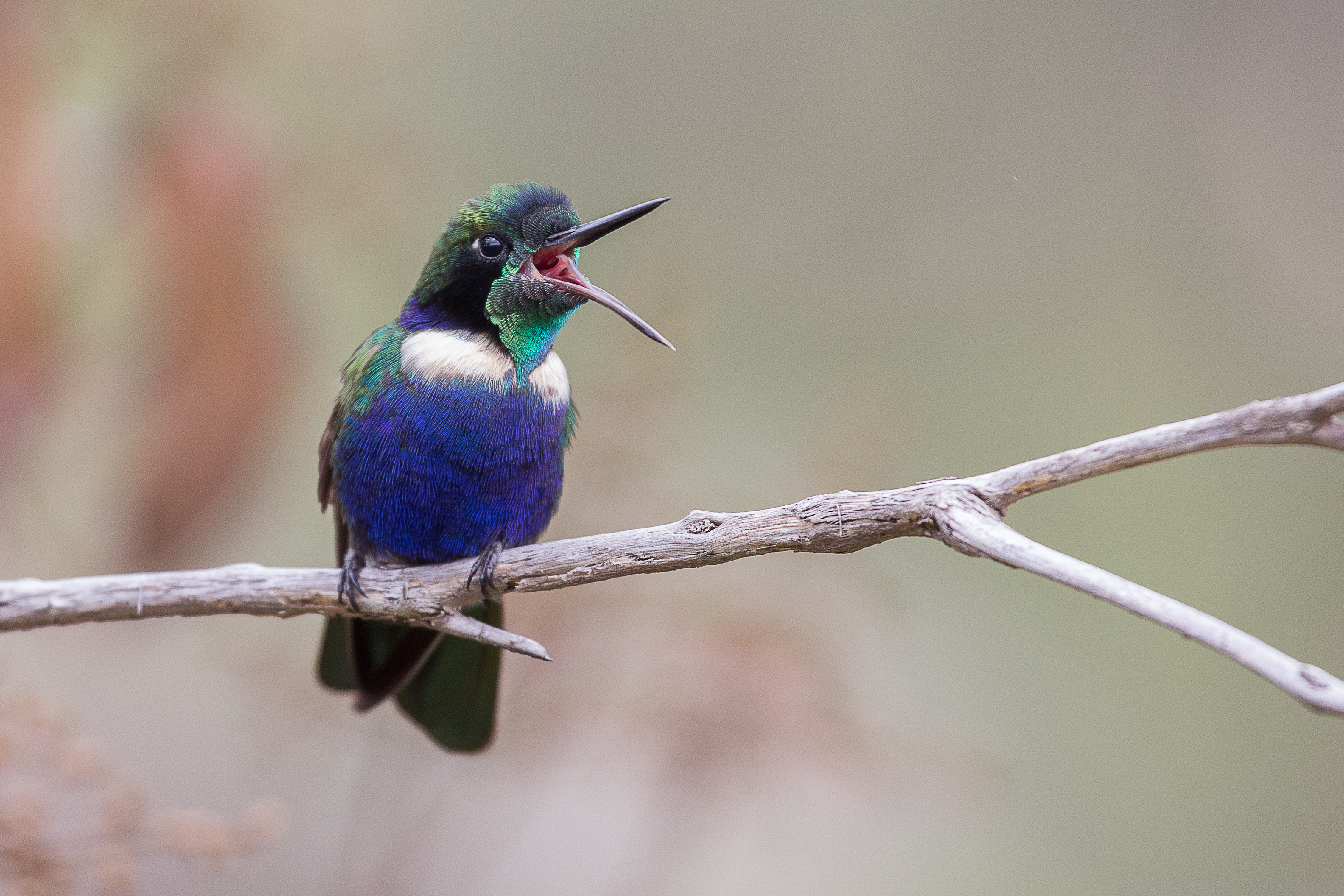
Beija-flor-de-gravata-verde (Augastes scutatus), espécie endêmica do Cerrado.

Considerado o maior hotspot no Hemisfério Ocidental e a última fronteira agrícola do planeta, o Cerrado cobre mais de 2 milhões de km², e algumas partes menores da Bolívia e do Paraguai (em torno de 1%). Fazem parte do Cerrado as cabeceiras das três maiores bacias hidrográficas da América do Sul, sendo elas: Amazonas/ Tocantins, São Francisco e Prata, sendo portanto, importante para a segurança hídrica da região. Esse hotspot tem uma grande diversidade de plantas, apresentando mais de 12.000 espécies nativas catalogadas. Além disso, o Cerrado apresenta cerca de 250 espécies de mamíferos, 856 espécies de aves já registradas, 800 espécies de peixes, 262 espécies de reptéis e 204 espécies de anfíbios. Grande parte dessas espécies e suas variedades são endêmicas, tanto nesse hotspot quanto para locais específicos dentro dele. Tais características fazem com que o Cerrado seja considerado a região de savana tropical mais biodiversa no mundo.
Historicamente, o Cerrado tem sofrido uma taxa de desmatamento superior à da floresta Amazônica e o empenho para que esse bioma seja conservado é consideravelmente inferior quando comparado ao da Amazônia, sendo que apenas 2,2% da área do Cerrado é legalmente protegida.  Existe uma grande e diversa quantidade de espécies ameaçadas de extinção no bioma, e avalia-se que 20% dessas espécies ameaçadas ou endêmicas se encontram fora das áreas protegidas. A erosão dos solos, a degradação dos diversos tipos de vegetação presentes no bioma e a invasão biológica por gramíneas de origem africana são consideradas as principais ameaças à biodiversidade do Cerrado. Apesar do Cerrado ser um ecossistema adaptado ao fogo, a utilização de fogo para a abertura de áreas virgens e para estimular o rebrotamento das pastagens também são fatores bastantes prejudiciais ao bioma.

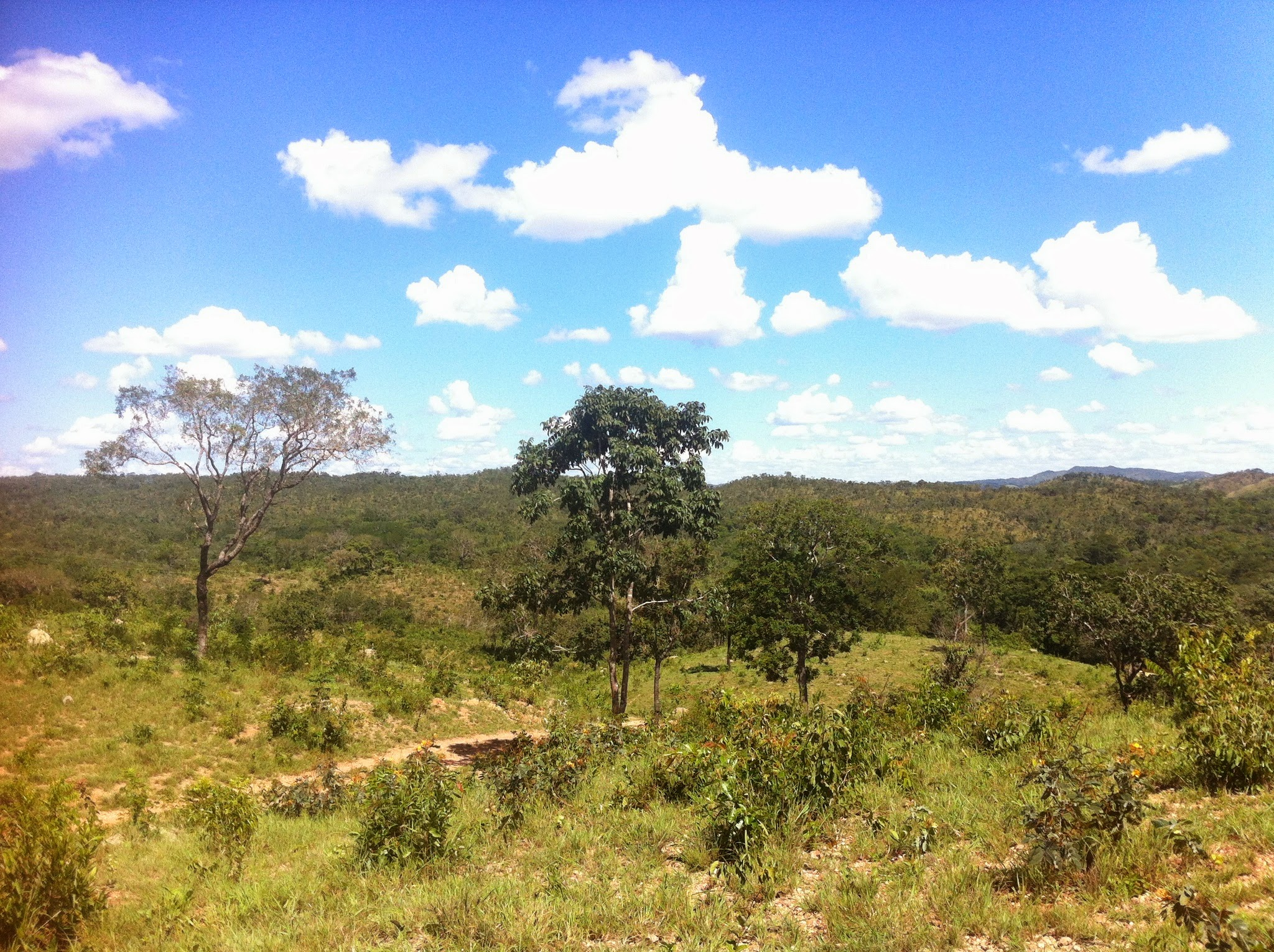
Cerrado

Os esforços para a conservação desse bioma consistem em iniciativas do governo, de organizações não governamentais (ONGs), pesquisadores e do setor privado.Entre elas destaca-se o estabelecimento de uma rede de ONGs (a Rede Cerrado), que tem como intuito promover a adoção de práticas para o uso sustentável dos recursos naturais (Fundação Pro-Natureza, 2000) no local.
Dentre os principais desafios na conservação do Cerrado se destaca a necessidade de demonstrar a importância que a sua biodiversidade desempenha no funcionamento dos ecossistemas.

## Importância Sociocultural
Dada a riqueza desses ecossistemas, os hotspots são frequentemente áreas que oferecem serviços ecossistêmicos essenciais. Estima-se que os hotspots de biodiversidade, apesar de representarem 2,3% da superfície da Terra, representem 35% dos serviços ecossistêmicos globais. Além disso, tais áreas são o lar de 2,08 bilhões de pessoas, o que adiciona importância aos serviços ecossistêmicos que eles fornecem. Essas regiões podem incluir uma variedade de usos humanos da terra, rurais e urbanos, bem como áreas protegidas sob uma variedade de tipos de governança, portanto, muitos valores sociais e / ou culturais provavelmente estarão presentes em algumas partes. Isto, no entanto, é independente da identificação da área como um hotspot de biodiversidade.
Embora os hotspots de biodiversidade sejam importantes para a proteção da biodiversidade, essas áreas também estão sob extrema ameaça de pressões antropogênicas. A densidade populacional humana e as taxas de crescimento são excepcionalmente altas nessas áreas e, portanto, sua biodiversidade provavelmente está mais ameaçada do que em outras regiões. O tamanho da população humana, a densidade populacional rural, a taxa de crescimento populacional e a dívida do governo são fatores altamente problemáticos. Em geral, a extensão da perda de habitat em cada hotspot é um bom indicador do número de espécies endêmicas ameaçadas ou extintas. A implicação direta é que a destruição do habitat nos hotspots está levando, ou em alguns casos já levou, a uma crise de extinção.

## Outros sistemas
Existem outros sistemas, além dos Hotspots criados para avaliar as prioridades globais de conservação. O World Wildlife Fund – U. S., por exemplo, criou o “Global 200 Ecoregions”, um sistema que tem o objetivo de selecionar Ecoregiões com prioridade para conservação dentro de cada um dos 14 tipos de habitats terrestres, 3 de água doce e 4 de habitats marinhos. Eles são selecionados devido sua riqueza de espécies, unicidade taxonômica, fenômenos evolutivos ou ecológicos incomuns, endemismo e raridade global. A BirdLife Internaional, identificou 218 “Endemic Bird Areas” (EBAs), em que cada uma delas existe duas ou mais espécies de aves que não são encontradas em nenhum outro lugar.

## Informações adicionais
Em geral, a extensão da perda de habitat em cada hotspot é um bom indicador do número de espécies endêmicas ameaçadas ou extintas. A implicação direta é que a destruição do habitat nos hotspots está levando, ou em alguns casos já levou, a uma crise de extinção. Para as aves, a extensão da perda de habitat apenas subestima significativamente a ameaça em dois pontos críticos: Nova Zelândia e Polinésia-Micronésia. Para mamíferos, a perda de habitat subestima a ameaça em ambos os hotspots e também nas florestas do Caribe, Central Chile, Madagascar, arco oriental e costeiro da Tanzânia – Quênia, florestas da África Ocidental, Província de Cabo Floristic, Karoo Suculento, Indo-Birmânia e sudoeste da Austrália. O número de aves e mamíferos endêmicos ameaçados em hotspots geralmente coincide com o número esperado para se tornar extinto após o período em que já ocorreram os hotspots. Estas espécies ameaçadas sobrevivem apenas graças ao período de tempo entre a perda de habitat e a extinção.

Há evidências de que áreas de maior importância na geração de biodiversidade são aquelas com estabilidade climática a longo prazo, especialmente quando em montanhas tropicais, que estão incorporadas na maioria dos estudos para a priorização global de conservação. O desenvolvimento de métricas para a compreensão do processo evolutivo está em seu início, e representa uma frente de pesquisa recente.